# Xestia normaniana
Xestia normaniana là một loài bướm đêm thuộc họ Noctuidae. Nó được tìm thấy ở Nova Scotia ngang qua miền nam và miền trung Canada đến Alberta. Ở miền đông Hoa Kỳ phạm vi phân bố từ Maine tới miền đông Minnesota, và phía nam dọc theo Appalachians tới miền tây North Carolina. Gần đây loài này đã được ghi nhận từ Tennessee.
Sải cánh dài 35–41 mm. Con trưởng thành bay từ tháng 7 đến tháng 10. Có một lứa một năm.
Ấu trùng chủ yếu ăn các loài cáy bụi, bao gồm Vaccinium, Prunus avium, Rubus, Spiraea và Myrica.